# Crepidium carrii
Crepidium carrii là một loài thực vật có hoa trong họ Lan. Loài này được (Seidenf. & J.J.Wood) M.A.Clem. & D.L.Jones mô tả khoa học đầu tiên năm 1996.